# 10474 Pecina
10474 Pecina è un asteroide della fascia principale. Scoperto nel 1981, presenta un'orbita caratterizzata da un semiasse maggiore pari a 2,7200233 UA e da un'eccentricità di 0,0604416, inclinata di 4,06486° rispetto all'eclittica.
L'asteroide è dedicato a Petr Pecina, un astronomo dell'Accademia delle Scienza Ceca, che si è occupato di studi sull'interazione dei meteoriti con l'atmosfera dei pianeti.